# François Roux (Autor)
François Roux (geboren  24. September 1957) ist ein französischer Autor und Filmemacher.

## Leben
François Roux dreht Dokumentarfilme, mit denen er schon bei internationalen Wettbewerben vertreten war, kommerzielle Werbefilme und Videoclips. Sein Theaterstück Petits Meurtres en famille hat er 2006 selbst auf die Bühne gebracht. Er ist Autor zweier weiterer Theaterstücke À bout de souffle (2007) und La Faim du loup (2010). Sein erster Roman erschien 2010. Im Jahr 2014 erzielte er eine größere öffentliche Wahrnehmung durch seinen Roman Die Summe unseres Glücks, in dem er die französische Geschichte seit 1980 thematisiert. 
Im Jahr 2020 erhielt er den Literaturpreis Hommage à la France der Stiftung Brigitte Schubert-Oustry Dresden.

## Werke (Auswahl)
- Le bonheur national brut : roman. Paris : Albin Michel, 2014
  - Die Summe unseres Glücks : Roman. Übersetzung Elsbeth Ranke. München : Piper, 2015
- La Mélancolie des loups. Leo Scheer, 2010